# Публий Валерий Марин (консул-суффект)
Пу́блий Вале́рий Мари́н (лат. Publius Valerius Marinus; умер после 91 года) — римский политический деятель из плебейского рода Валериев, консул-суффект 91 года.

## Биография
Отцом Публия Валерия, по всей видимости, являлся арвальский брат с таким же именем, который был выдвинут в консулы при Гальбе, но вычеркнут из списков по приказу Вителлия. О карьере Марина известно только лишь то, что в 91 году он занимал должность консула-суффекта вместе с Гнеем Миницием Фаустином. Дальнейшая его биография неизвестна.